# Oxígeno (álbum de Malú)
Oxígeno es el undécimo álbum de estudio de la cantante Malú, y decimoctavo de su carrera discográfica. El álbum se lanzó a la venta el 21 de septiembre de 2018, donde la mayoría de las canciones fueron compuestas por ella misma como el primer sencillo «Invisible». Fue editado por Sony Music, y contó con la producción musical de Julio Reyes Copello, Rubén García y Max Miglin. Presenta once canciones nuevas, siendo una de ellas una colaboración con Alejandro Sanz.  

## Sencillos
El primer sencillo, «Invisible», fue publicado en septiembre de 2017. Esta canción fue compuesta por la misma Malú y el cantautor vitoriano Leroy Sánchez, autor también de otras tres canciones del álbum: «Ciudad de papel», «Contradicción» y «Cantaré». El videoclip fue grabado en Argentina.
El segundo sencillo, «Ciudad de papel», fue publicado en marzo de 2018. El tema, también fue compuesto por Malú, habla de la soledad que a veces uno necesita para renacer de sus cenizas.
El tercer sencillo, «Contradicción», fue publicado en junio de 2018. El videoclip fue grabado en La Rioja, y el vídeo refleja toda una contradicción de sentimientos.
El cuarto sencillo, «Llueve alegría», fue publicado en agosto de 2018. Esta vez la canción es interpretada y compuesta por Malú y Alejandro Sanz, en el videoclip se muestra la infancia de ellos mismos y rinde homenaje a Paco de Lucía.
El quinto sencillo, «Desprevenida», fue publicado en diciembre de 2018. Su videoclip, dirigido por Rubén Martín, es una producción que llama a disfrutar de la libertad y diversidad de cada persona.

## Recepción
El primer sencillo, «Invisible», llegó a ser certificado como sencillo de platino y el tercero, «Contradicción», obtuvo el disco de oro en España.
El álbum se posicionó número uno de ventas durante sus primeras semanas en el mercado en la lista oficial de Promusicae. En la segunda semana, fue certificado como disco de oro tras vender más de 20 000 copias. Tras lograr situarse 42 semanas en la lista de los más vendidos, el álbum alcanzó el disco de platino.

## Lista de canciones
| Oxígeno |                                       |                                                                     |          |  |
| N.º     | Título                                | Escritor(es)                                                        | Duración |  |
| 1.      | «Invisible»                           | Julio Reyes · Leroy Sanchez · Malú · Mónica Vélez                   | 3:12     |  |
| 2.      | «Ciudad de papel»                     | Julio Reyes · Leroy Sanchez · Malú · Mónica Vélez                   | 3:30     |  |
| 3.      | «Contradicción»                       | Jonathan Leone · Julio Reyes · Leroy Sanchez · Malú · Mariana Vega  | 2:56     |  |
| 4.      | «Amor enemigo»                        | Julio Reyes · Malú · Mónica Vélez                                   | 3:25     |  |
| 5.      | «Oye»                                 | Marta Soto                                                          | 4:26     |  |
| 6.      | «Llueve alegría» (con Alejandro Sanz) | Claudia Brant · Julio Reyes · Malú · Alejandro Sanz                 | 4:18     |  |
| 7.      | «Lejos de ti»                         | David Santisteban · Gonzalo Hermida                                 | 2:58     |  |
| 8.      | «Todos los secretos»                  | Jorge Luis Chacín · Julio Reyes · Malú · Mónica Vélez               | 3:47     |  |
| 9.      | «Desprevenida»                        | Marta Soto                                                          | 3:33     |  |
| 10.     | «Cuerpo a cuerpo»                     | José Manuel Sánchez                                                 | 3:21     |  |
| 11.     | «Cantaré»                             | Fernando Osorio · Julio Reyes · Leroy Sanchez · Malú · Mariana Vega | 3:22     |  |

## Créditos y personal
- Malú: artista principal, voz
- Julio Reyes Copello: producción, pianos, teclados, arreglos
- Rubén García: producción, programaciones adicionales, coros
- Max Miglin: ingeniería de mezcla, grabación y masterización
- Pedro Alfonso: grabación de cuerdas
- Natalia Ramírez y Juan Camilo Sánchez: coordinación de estudio
- Ricard Bravo: percusión
- Cristina de Mingo: viola
- Blanca López y Manuela López: chelo
- Jesús Darío Dorado: violín
- Ricardo López Landine: ingeniería de grabación
- Javier Portugués: A&R para Sony
- Antonio Baglio: ingeniero, masterización
- Carlos Fernando López: programación, piano, teclados
- Jan Ozveren: guitarras acústicas y eléctricas
- Nicolás de la Espriella: programación, guitarras
- The City of Prague Philarmonic Orchestra y Henry Mancini Institute Orchestra: cuerdas
- Dan Warner: guitarras
- Leo Quintero: guitarra española
- Lee Levin: bajo, batería
- Guillermo Badalá: bajo
- Brian Springer: mezclas
- Alejandro Ovejero, Yaiza García, Manu Jiménez, Sol Pineda, Javier Portugués, José Barbat, Domingo Olivo, Maite Díez, Ana Villacorta, Jordi Tello, Blanca Salcedo, Carlos Iglesias y Gema Molero: coros
- Chaboli y Richard Bravo: percusión
- Rubén Martín: fotografía
- OYEME! Studio: diseño gráfico

Créditos adaptados desde las notas de Oxígeno (2018) y Discosgs.

## Posicionamiento en listas
| Listas (2018)       | Mejor posición |
| ------------------- | -------------- |
| España (PROMUSICAE) | 1              |

| Listas (2018)       | Mejor posición |
| ------------------- | -------------- |
| España (PROMUSICAE) | 14             |
| Listas (2019)       | Mejor posición |
| España (PROMUSICAE) | 66             |

## Certificaciones
| País (organismo certificador) | Certificación | Unidades certificadas |
| ----------------------------- | ------------- | --------------------- |
| España (PROMUSICAE)           | Platino       | 40 000                |

## Premios
| Año  | Nominación          | Categoría                         | Resultado | Ref.   |
| ---- | ------------------- | --------------------------------- | --------- | ------ |
| 2018 | Premios Dial        | Premio Cadena Dial 2018           | Ganadora  | [ 17 ] |
| 2018 | Los 40 Music Awards | Mejor Canción Del Año «Invisible» | Nominada  | [ 18 ] |